# Puutalo
Puutalo Oy var ett företag som grundades 1940 i Finland för att återuppbygga villabeståndet efter vinterkriget. 
Företaget skapades som samarbetsorgan för 21 träförädlingsföretag för marknadsföring av prefabricerade trähus. Dess första uppgift blev att organisera uppförandet av de så kallade svenskhusen, som svenska staten efter vinterkriget hade skänkt till Finland. Snart startades även egen produktion  och bland andra arkitekterna Jorma Järvi och Erik Lindroos ritade Puutalos första för industriell framställning avsedda hustyper. Även arkitekten Toivo Jäntti var verksam vid företaget 1943–1945, 
Puutalos verksamhet växte snabbt och blomstrade särskilt under 1950- och 1960-talen. Företaget, som ursprungligen var allmännyttigt, utvecklades sedermera till en nationalekonomiskt betydande exportör av trähus till bland annat Danmark, Nederländerna och Frankrike samt även Polen och Sovjetunionen.
Av de ursprungliga ägarna var Rauma–Repola med ännu på 1980-talet, varefter företaget upphörde med sin hustillverkning, vilken övertogs av Enso. När husdivisionen bolagiserades 1989 uppstod Suomen Taloteollisuus Oy, som 1997 övergick i investerares ägo. Ett år senare ändrades bolagets namn till Finndomo Oy. Detta företag är idag Nordens största tillverkare av småhus med anläggningar i Sonkajärvi, Säynätsalo, Haukipudas och Lovisa samt på flera orter i Sverige. Omsättningen var 2007 215 miljoner euro och antalet anställda omkring 1 100.